# Maszynownia

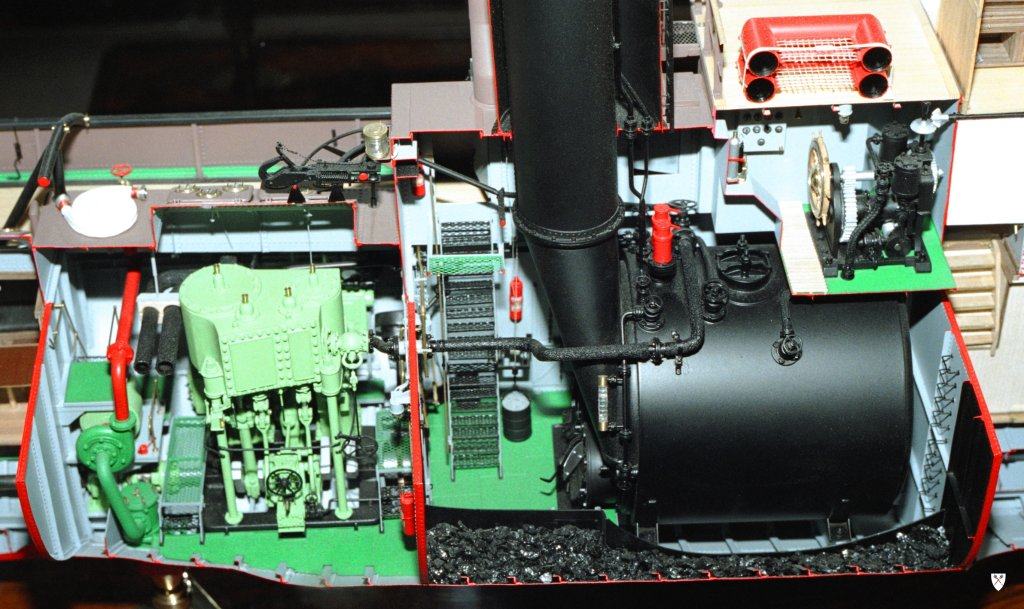
Siłownia parowa holownika Słoń ex. Saturn zbudowanego w 1893 r. Maszynownia z maszyną parową (po lewej) i kotłownia z kotłem.

Maszynownia – pomieszczenie, hala, budynek, przedział statku lub okrętu, z ustawionymi maszynami np. silnikami, pompami itp. Na statkach parowych razem z kotłownią dostarczającą parę tworzyła siłownię. Na motorowcach często jest utożsamiana z siłownią. Małe kotłownie często były łączone razem z maszynowniami w jednym pomieszczeniu, czasami w postaci lokomobili.
Inne przykłady maszynowni:
- W elektrowniach jest to hala z turbogeneratorem.
- Maszynownią windy (dźwigu) jest pomieszczenie nad, pod lub z boku szybu z napędem dźwigu: dla dźwigu linowego jest to silnik, bęben linowy lub koło cierne, hamulec (oraz luzownik) i inne mechanizmy napędowe (np. ogranicznik prędkości) i sterowanie. Dla dźwigu hydraulicznego jest to agregat (ze zbiornikiem oleju, pompą oraz blokiem zaworowym) i sterowanie. W dźwigach bez maszynowni (MRL) rolę tego pomieszczenia przejmuje część szybu oraz część korytarza na jednym ze skrajnych przystanków (piętro najwyższe lub najniższe).